# مملكة لوانغ فرابانغ
| مملكة لوانغ فرابانغ               |               |
| مملكة لوانغ فرابانغ (1707 - 1949) |               |
| العاصمة                           | لوانغ برابانغ |
| اللغة الرسمية                     | لاو           |
| الديانة                           | بوذية         |
| الحكم                             | مملكة         |
| لقب رأس الدولة                    | الملك         |
| التأسيس                           | سنة 1707 م    |
| السقوط                            | سنة 1949 م    |
| عدّل                               |               |

مملكة لوانغ فرابانغ (1707-1949) تشكلت المملكة بعد أنقسام مملكة لان أكسانغ وكان يحكمها النظام الملكي وكانت تتميز بالضعف حيث اضطرت لدفع الجزية في اوقات مختلفة من عمرها الي بورما و سيام وأستمر حكمها حتي عام 1887 عندما هاجمها جيش العلم الأسود الذي دمرها وفي 1893م اضطرة المملكة لقبول الوصاية الفرنسية وأصبحت تابعة للمستعمرة الفرنسية الواقعة في الهند الصينية.